# Divya Deshmukh
Divya Deshmukh (Nagpur, India, 9 de diciembre de 2005), es una ajedrecista india que ostenta los títulos de Gran Maestra Femenina y Maestra Internacional otorgados por la Federación Internacional de Ajedrez. Ha sido tres veces medallista de oro en las Olimpiadas de ajedrez. Deshmukh también ha ganado el Campeonato Asiático, y el Campeonato Mundial Juvenil.

## Primeros años
Deshmukh nació en Nagpur en el estado de Maharashtra. Sus padres, Jitendra Deshmukh y Namratha Deshmukh, son médicos. Su padre solía practicar ajedrez como pasatiempo y enseñó a su hija los rudimentos del juego. 

## Trayectoria
Deshmukh formó parte del equipo ganador de la medalla de oro en la Olimpiada de Ajedrez en Línea de la FIDE 2020. Se convirtió en la 21.ª Gran Maestra de ajedrez de la India en 2021. Ganó el Campeonato Indio de Ajedrez Femenino de 2022. Ese mismo año ganó una medalla de bronce individual en la Olimpiada de Ajedrez. Hasta enero de 2025, ocupa el puesto 14 en el renking internacional femenino y el 2 de jugadoras de la India, luego de Humpy Koneru.
En 2023 ganó el Campeonato Asiático de Ajedrez Femenino disputado en Almaty, Kazajistán. Luego terminó primera en la sección rápida femenina del Torneo de Ajedrez Tata Steel India, a pesar de ser la última cabeza de serie. En el torneo, derrotó a Harika Dronavalli, Vantika Agrawal, Humpy Koneru, Savitha Shri Baskar, Irina Krush y Nino Batsiashvili, empató contra la Campeona Mundial Femenina Ju Wenjun y Anna Ushenina, y sufrió su única derrota ante Polina Shuvalova.
En mayo de 2024, Deshmukh fue campeona del Sharjah Challengers, una gran victoria en un torneo abierto que le valió un lugar en el Sharjah Masters al año siguiente. En junio de ese año obtuvo el título de Campeona Mundial de Ajedrez Femenino Sub-20 de la FIDE de 2024. Se convirtió en la cuarta india en ganar el título mundial femenino juvenil después de Koneru Humpy en 2001, Harika Dronavalli en 2008 y Soumya Swaminathan en 2009. En la ronda final derrotó a la tercera cabeza de serie de Bulgaria, Beloslava Krasteva, en una batalla maratónica de cinco horas para asegurar 10 puntos de los 11 posibles y ganar el oro.
En septiembre de 2024, ganó el oro por equipos, así como las medallas de oro individuales en la 45.ª Olimpiada de Ajedrez de 2024.